# Quận Sevier, Tennessee
Quận Sevier là một quận thuộc tiểu bang Tennessee, Hoa Kỳ.
Quận này được đặt tên theo. Theo điều tra dân số của Cục điều tra dân số Hoa Kỳ năm 2000, quận có dân số 71.170 người. Quận lỵ đóng ở Sevierville.

## Địa lý
Theo Cục điều tra dân số Hoa Kỳ, quận có diện tích 1546 km2, trong đó có 13 km2 là diện tích mặt nước.